# 2578 Сент-Екзюпері
2578 Сент-Екзюпері (2578 Saint-Exupéry) — астероїд головного поясу, відкритий 2 листопада 1975 року.
Тіссеранів параметр щодо Юпітера — 3,219.
Названо на честь відомого франуцзького письменника Антуана де Сент-Екзюпері.